# Rhadinaea sargenti
Rhadinaea sargenti — вид змій родини полозових (Colubridae). Ендемік Панами.

## Поширення і екологія
Rhadinaea sargenti мешкають на території Національного парку Чагрес в центральній Панамі. Вони живуть у вологих тропічних лісах, на висоті від 300 до 800 м над рівнем моря.